# Сірадж-уд-Дін Алі Хан
Сірадж-уд-Дін (або Сіраджуддін) Алі Хан (урду سراج الدین خان آرزو, нар. 1687 року, Агра — пом. 1756, Лакхнау), також відомий під псевдонімом Арзу — індійський поет, лінгвіст і лексикограф Імперії Великих Моголів. Він писав, в основному, перською мовою, але також відомі його 127 двовіршів на мові урду. Він був дядьком по материнській лінії Мір Такі Міру — визначному поету урду. Серед учнів Сірадж-уд-Діна Алі Хана були Мір Такі Мір, Мірза Мухаммад Рафі Сауда, Мірза Мазхар Джан-е-Джанаан та Наджм-уд-Дін Шах Мубарак Абру.

## Біографія
Сірадж-уд-Дін народився в Агрі. Він був сином шейха Хісам-уд-Діна, військовика, який займав високі посади при дворі імператора Моголів Аурангзеба. Змалку отримав освіту на перській і арабській мовах. Також вивчав хінді та санскрит.
Почав писати у віці чотирнадцяти років. Переїхав в Делі в 1719 році. Служив при дворі наваба Камар-уд-дін Хана. Камар-уд-Дін, який був прем'єр-міністром, дав йому відповідальну роботу: Сірадж-уд-Дін був організатором придворних поетичних зборів, що називались мушайра. Тут у нього було багато учнів, включаючи Мір Такі Міра. Він мігрував в Лакхнау в 1754 році, а потім в Айодх'ю, яка колись була резиденцією його славетного діда. Поет помер в Лакхнау в 1756 році і похований в районі Вакілпура в Делі.

## Твори
- Siraj-ul-Lught (лексикон перської мови, який розглядає взаємозв'язок між перською та санскритом)
- Chiragh-e-Hidayat (словник слів та ідіом, що використовувалися перськими поетами)
- Diwan-e-Asar Shirazi
- Mohiblat-e-Uzma(Трактат про просодії)
- Atiya-e-Kubra (інша робота по просодії)
- Miear-ul-Afkar(трактат з граматики)
- Payam-i-Shauq (збірка листів)
- Josh-o-Kharosh (маснаві)
- Mehr-o-Mah
- Ibrat Fasana
- Guka-ri-Kayal (довгий вірш про холі і прихід весни)
- Кілька газелей та касид